# La Jaille-Yvon
La Jaille-Yvon és un municipi francès situat al departament de Maine i Loira i a la regió de País del Loira. L'any 2007 tenia 275 habitants.

## Demografia

### Població
El 2007 la població de fet de La Jaille-Yvon era de 275 persones. Hi havia 92 famílies de les quals 16 eren unipersonals (8 homes vivint sols i 8 dones vivint soles), 28 parelles sense fills, 40 parelles amb fills i 8 famílies monoparentals amb fills.
La població ha evolucionat segons el següent gràfic:
Habitants censats

### Habitatges
El 2007 hi havia 161 habitatges, 98 eren l'habitatge principal de la família, 48 eren segones residències i 16 estaven desocupats. 155 eren cases i 5 eren apartaments. Dels 98 habitatges principals, 72 estaven ocupats pels seus propietaris, 21 estaven llogats i ocupats pels llogaters i 5 estaven cedits a títol gratuït; 6 tenien dues cambres, 12 en tenien tres, 18 en tenien quatre i 62 en tenien cinc o més. 75 habitatges disposaven pel capbaix d'una plaça de pàrquing. A 35 habitatges hi havia un automòbil i a 59 n'hi havia dos o més.

### Piràmide de població
La piràmide de població per edats i sexe el 2009 era:
| Homes | Edats   | Dones |
| ----- | ------- | ----- |
| 0     | 95 o +  | 0     |
| 0     | 90 a 94 | 0     |
| 4     | 85 a 89 | 0     |
| 0     | 80 a 84 | 0     |
| 0     | 75 a 79 | 4     |
| 4     | 70 a 74 | 4     |
| 4     | 65 a 69 | 8     |
| 8     | 60 a 64 | 8     |
| 16    | 55 a 59 | 0     |
| 8     | 50 a 54 | 8     |
| 8     | 45 a 49 | 4     |
| 12    | 40 a 44 | 8     |
| 12    | 35 a 39 | 12    |
| 4     | 30 a 34 | 4     |
| 0     | 25 a 29 | 4     |
| 0     | 20 a 24 | 8     |
| 12    | 15 a 19 | 0     |
| 8     | 10 a 14 | 28    |
| 8     | 5 a 9   | 4     |
| 0     | 0 a 4   | 0     |

## Economia
El 2007 la població en edat de treballar era de 179 persones, 122 eren actives i 57 eren inactives. De les 122 persones actives 111 estaven ocupades (60 homes i 51 dones) i 11 estaven aturades (6 homes i 5 dones). De les 57 persones inactives 19 estaven jubilades, 20 estaven estudiant i 18 estaven classificades com a «altres inactius».

### Ingressos
El 2009 a La Jaille-Yvon hi havia 112 unitats fiscals que integraven 324 persones, la mediana anual d'ingressos fiscals per persona era de 17.250 €.

### Activitats econòmiques
Dels 13 establiments que hi havia el 2007, 2 eren d'empreses de comerç i reparació d'automòbils, 1 d'una empresa d'hostatgeria i restauració, 1 d'una empresa financera, 3 d'empreses immobiliàries, 1 d'una empresa de serveis, 2 d'entitats de l'administració pública i 3 d'empreses classificades com a «altres activitats de serveis».
L'únic establiment comercial que hi havia el 2009 era una botiga de menys de 120 m².
L'any 2000 a La Jaille-Yvon hi havia 17 explotacions agrícoles que ocupaven un total de 680 hectàrees.

## Equipaments sanitaris i escolars
El 2009 hi havia una escola elemental integrada dins d'un grup escolar amb les comunes properes formant una escola dispersa.

## Poblacions properes
El següent diagrama mostra les poblacions més properes.